# Quercus thorelii
Espèce
Synonymes
- Cyclobalanopsis chingsiensis (Y.T.Chang) Y.T.Chang[1]
- Cyclobalanopsis subhinoidea (Chun & W.C.Ko) Y.C.Hsu & H.Wei Jen ex Y.T.Chang[1]
- Cyclobalanopsis thorelii (Hickel & A.Camus) Hu[1]
- Quercus chingsiensis Y.T.Chang[1]
- Quercus hsiensiui Chun & W.C.Ko[1]
- Quercus subhinoidea Chun & W.C.Ko[1]

Statut de conservation UICN

 DD  : Données insuffisantes
Quercus thorelii est une espèce de chênes du sous-genre Cyclobalanopsis. L'espèce est présente au Laos, au Viêt Nam, en Chine (Guangxi et Yunnan) et a été enregistrée également en Thaïlande.

## Publication originale
- R. Hickel et A. Camus, « Fagacées nouvelles d'Indo-Chine : Genre Quercus L. », Bulletin du Muséum national d'histoire naturelle, Paris, IN  Groupe, vol. 29,‎ 1923, p. 598-601 (ISSN 1148-8425 et 2420-1901, OCLC 801819388, BNF 34428233, lire en ligne).